# 岳璿
岳璿（1420年—1471年），字文璣，河南開封府祥符縣人，匠籍，明朝政治人物。同進士出身。

## 生平
景泰元年（1450年）庚午科河南鄉試第三十一名。景泰二年（1451年）聯捷辛未科會試第九十四名，殿試登進士第三甲第四十二名。授御史，出任湖州府知府，有善政，与前任湖州知府赵登合称赵岳。迁山东左参政。成化七年超擢右佥都御史，巡抚辽东。

## 著作
有《仕优小稿》。

## 家族
曾祖父岳景高。祖父岳德厚。父亲岳秉翼。